# Hotedršica
Hotedršica (già Hotedražica, nel XIX secolo in tedesco Hotederschitz, in italiano tra le due guerre mondiali Goltederscizza) è un centro abitato della Slovenia, insediamento (naselje) del comune di Longatico.

## Storia
Il centro abitato di Hotedršica venne attestato per la prima volta nel 1421 come Kathedresicz (e nel 1496 come Kathedersicz). Il nome è una forma sincopata di Hotedražica, derivata dal nome proprio di persona Xotědragъ (da xotěti: "desiderare", e dorgъ: "bene")
Dal 1920 al 1941 il confine tra Italia e Jugoslavia costeggiava la periferia del paese a nord e ad ovest, lasciandolo in territorio jugoslavo. A Hotedršica era presente la dogana jugoslava.
Nel 1941 Hotedršica venne annessa all'Italia come facente parte della provincia di Lubiana. Nel 1945 ritornò a far parte della Jugoslavia.